# Pierre Leroy-Beaulieu (1871–1915)
Pierre Leroy-Beaulieu, född 25 september 1871, död 17 januari 1915 till följd av de sår han fått några dagar förut i strid vid Soissons, var en fransk geograf och statistiker; son till Paul Leroy-Beaulieu.
Leroy-Beulieu var professor i ekonomisk geografi och statistik vid L'école libre des sciences politiques i Paris och valdes 1906 till deputerad för Montpellier. Han utgav Les nouvelles sociétés anglosaxonnes: Australie, Nouvelle-Zélande, Afrique du sud (1897), Les États-Unis au XX:e siècle (1904) och andra ekonomisk-geografiska arbeten, av vilka ett översatts till svenska ("Sibirien och den transsibiriska järnvägen", 1898).